# غروسر برايس ديس كانتونس أرجو 2015
غروسر برايس ديس كانتونس أرجو 2015 (بالألمانية: Grosser Preis des Kantons Aargau 2015 )‏ هو سباق دراجات هوائية، وهو الموسم رقم 52 من السباق، وأقيم في 11 يونيو 2015، وامتدّ لمسافة 181.5 كيلومتر، وهو أحد سباقات طواف أوروبا للدراجات 2015، وقد شارك في السباق 135 متسابقاً ووصل إلى نهايته 106 متسابقاً.
فاز فيه بالمركز الأول ألكسندر كريستوف، وبالمركز الثاني مايكل ألباسيني، وبالمركز الثالث Davide Appollonio ‏.

## الفرق
| فرق عالمية (9)- AG2R La Mondiale - Astana - BMC Racing - Cannondale-Garmin - IAM Cycling - Katusha - Lampre-Merida - Orica-GreenEDGE - Trek Factory Racing فرق قارية محترفة (7)- أندروني جوكاتولي-سيدرمك 2015 ‏ - Bora-Argon 18 - Cult Energy Pro Cycling ‏ - MTN-Qhubeka - غازبروم روسفيلو ‏ - سبورت فلاندرين بالويس 2015 ‏ - Wanty-Groupe Gobert فريق قاري- Akros–Excelsior–Thömus ‏ فريق وطني- فريق سويسرا لركوب الدراجات 2015 ‏ |  |
| |  |

## الفائزون
| الترتيب | الفائز             |
| ------- | ------------------ |
| الفائز  | ألكسندر كريستوف    |
| الثاني  | مايكل ألباسيني     |
| الثالث  | Davide Appollonio ‏ |

## وصلات خارجية
- الموقع الرسمي
- غروسر برايس ديس كانتونس أرجو 2015 على موقع إحصائيات الدراجات الإحترافية (الإنجليزية)